# Intégrale de Bochner
En mathématiques, l'intégrale de Bochner, qui porte le nom de son créateur Salomon Bochner, étend la définition de l'intégrale de Lebesgue aux fonctions à valeurs dans un espace de Banach, comme limite d'intégrales de fonctions étagées.

## Définition
Soit (X, Σ, μ) un espace mesuré. On cherche à construire l'intégrale pour des fonctions définies sur X à valeurs dans un espace de Banach B. L'intégrale de Bochner est définie de manière similaire à l'intégrale de Lebesgue. Tout d'abord une fonction étagée est n'importe quelle somme finie de la forme :
{\displaystyle s(x)=\sum _{i=1}^{n}\chi _{E_{i}}(x)b_{i}}
où les Ei sont des membres de la σ-algèbre Σ, les bi sont des éléments de B, et χE est la fonction caractéristique de E, aussi appelée fonction indicatrice. Si μ(Ei) est finie quel que soit bi ≠ 0, alors la fonction étagée est intégrable et l'intégrale est définie par :
{\displaystyle \int _{X}\left[\sum _{i=1}^{n}\chi _{E_{i}}(x)b_{i}\right]\,{\rm {d}}\mu =\sum _{i=1}^{n}\mu (E_{i})b_{i}}
exactement comme pour l'intégrale ordinaire de Lebesgue (on vérifie que cette définition n'est pas ambigüe, bien que l'on n'impose pas aux Ei d'être disjoints).
Une fonction Bochner-mesurable (en) ƒ : X → B est intégrable au sens de Bochner s'il existe une suite de fonctions étagées intégrables sn telle que :
{\displaystyle \lim _{n\to \infty }\int _{X}\|f-s_{n}\|_{B}\,{\rm {d}}\mu =0,}
où l'intégrale dans le membre de gauche est une intégrale ordinaire de Lebesgue.
Dans ce cas, l'intégrale de Bochner est définie par :
{\displaystyle \int _{X}f\,{\rm {d}}\mu =\lim _{n\to \infty }\int _{X}s_{n}\,{\rm {d}}\mu .}
Une fonction est intégrable au sens de Bochner si, et seulement si, elle appartient à l'espace de Bochner (en) L1.

## Propriétés
De nombreuses propriétés familières de l'intégrale de Lebesgue restent vraies pour l'intégrale de Bochner. Le critère d'intégrabilité de Bochner est particulièrement utile, il établit que si (X, Σ, μ) est un espace mesuré, alors une fonction mesurable au sens de Bochner ƒ : X → B est intégrable au sens de Bochner si et seulement si :
{\displaystyle \int _{X}\|f\|_{B}\,{\rm {d}}\mu <\infty .}
Une fonction ƒ : X → B  est dite mesurable au sens de Bochner si elle est égale μ-presque partout à une fonction g à valeurs dans un sous-espace séparable B0 de B, et telle que l'image inverse g−1(U) de toute partie ouverte U  dans B  appartient à Σ. De manière équivalente, ƒ est la limite μ-presque partout d'une suite de fonctions étagées.
Si T est un opérateur linéaire continu et ƒ est intégrable au sens de Bochner, alors Tƒ est intégrable au sens de Bochner et l'intégration et T peuvent être échangés :
{\displaystyle \int _{X}Tf{\rm {d}}\mu =T\int _{X}f{\rm {d}}\mu .}
Ce résultat est aussi vrai pour des opérateurs fermés à condition que Tƒ soit aussi intégrable, ce qui est trivialement vrai pour les opérateurs T bornés d'après le critère sus-mentionné.
Une version du théorème de convergence dominée s'applique à l'intégrale de Bochner. Spécifiquement, si ƒn : X → B est une suite de fonctions mesurables sur un espace mesuré complet qui converge presque partout vers une fonction limite ƒ et s'il existe g ∈ L1(μ) telle que
{\displaystyle \|f_{n}(x)\|_{B}\leq g(x)}
pour presque tout x ∈ X, alors
{\displaystyle \int _{X}\|f-f_{n}\|_{B}\,{\rm {d}}\mu \to 0}
quand n → ∞ et
{\displaystyle \int _{E}f_{n}\,{\rm {d}}\mu \to \int _{E}f\,{\rm {d}}\mu }
pour tout E ∈ Σ.
Si ƒ est intégrable au sens de Bochner, alors l'inégalité
{\displaystyle \left\|\int _{E}f\,{\rm {d}}\mu \right\|_{B}\leq \int _{E}\|f\|_{B}\,{\rm {d}}\mu }
est vraie pour tout E ∈ Σ. En particulier, la fonction
{\displaystyle E\mapsto \int _{E}f\,{\rm {d}}\mu }
définit une mesure vectorielle (en) dénombrablement additive sur X à valeurs dans B, qui est absolument continue par rapport à μ.

## Propriété de Radon-Nikodym
Une propriété importante de l'intégrale de Bochner est que le théorème de Radon-Nikodym ne s'applique pas en général. Ceci conduit à définir pour les espaces de Banach la propriété dite de Radon-Nikodym. Si μ est une mesure sur (X, Σ) alors B possède la propriété de Radon-Nikodym par rapport à μ si pour toute mesure vectorielle dénombrablement additive {\displaystyle \gamma } sur (X, Σ) à valeurs dans B, à variation bornée et absolument continue par rapport à μ, il existe une fonction μ-intégrable g : X → B telle que :
{\displaystyle \gamma (E)=\int _{E}g\,{\rm {d}}\mu }
pour tout ensemble mesurable E ∈ Σ.
Un espace de Banach B possède la propriété de Radon-Nikodym si B possède cette propriété par rapport à toute mesure finie. L'espace ℓ1 possède cette propriété, mais ce n'est pas le cas de l'espace c0 ni des espaces {\displaystyle L^{\infty }(\Omega )}, {\displaystyle L^{1}(\Omega )}, pour {\displaystyle \Omega } un ouvert borné de {\displaystyle \mathbb {R} ^{n}} et {\displaystyle C(K)}, pour K un espace compact infini. Les espaces avec la propriété de Radon-Nikodym incluent les espaces duaux séparables (théorème de Dunford-Pettis) et les espaces réflexifs, en particulier les espaces de Hilbert.